# Reserva Florestal Cavally
A Reserva Florestal Cavally é uma área protegida de florestas tropicais próximas ao rio Cavally, na Costa do Marfim.